# Albinea
Albinea là một đô thị ở tỉnh Reggio Emilia trong vùng Emilia-Romagna, có vị trí cách khoảng 60 km về phía tây của Bologna và khoảng 10 km về phía tây nam của Reggio nell'Emilia. 

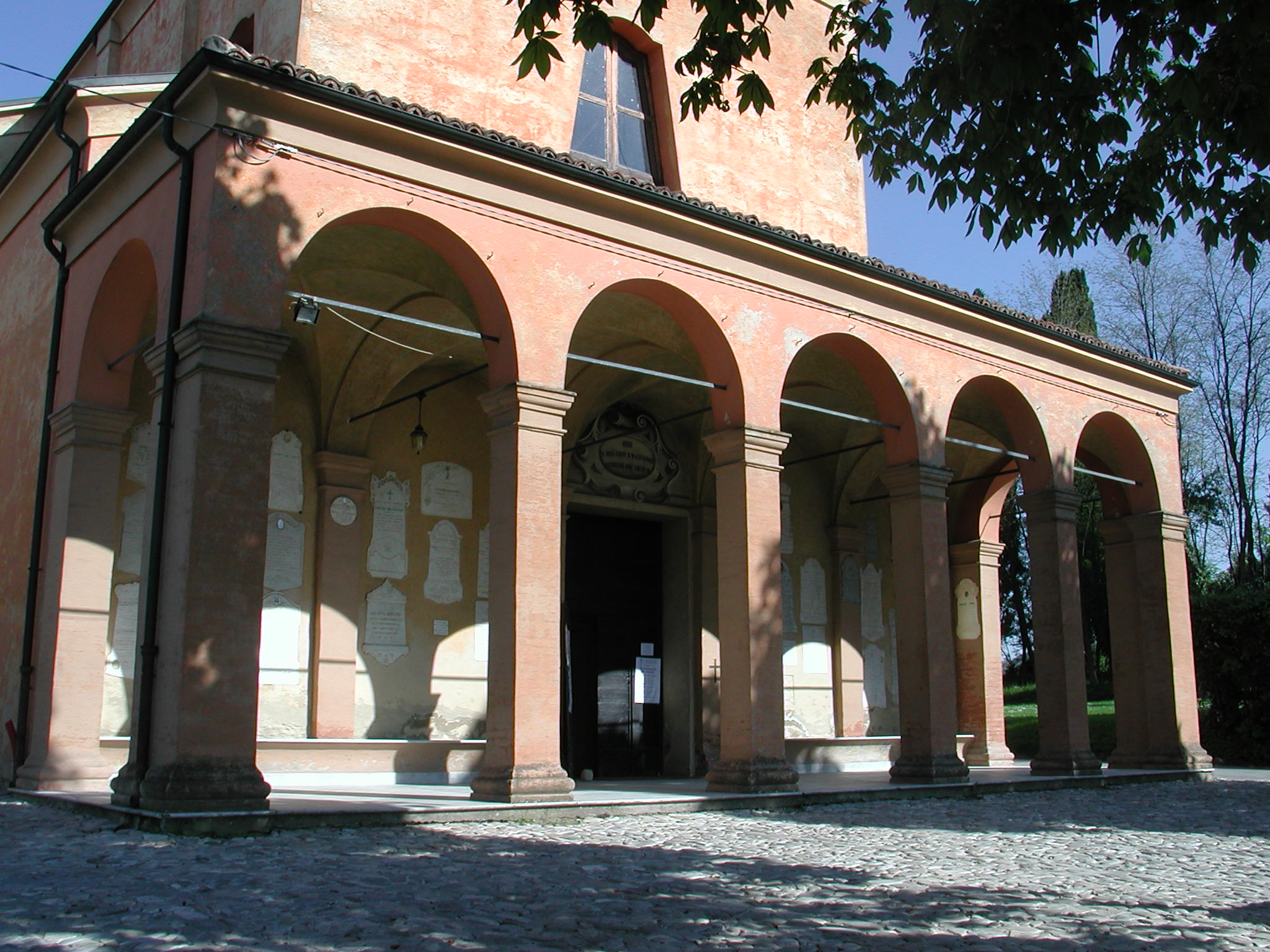
Nhà thờ cổ Albinea.

Albinea giáp các đô thị: Quattro Castella, Reggio Emilia, Scandiano, Vezzano sul Crostolo, Viano.